# ヴァリボナヴェナトリクス
ヴァリボナヴェナトリクス（学名 Vallibonavenatrix、「バリボナの狩人」の意味）は、スペインカステリョン県にあるアルシリャス・デ・モレーリャ累層のバリボナで1980年終盤から1990年初めにかけて発見された、スピノサウルス科の恐竜の属。タイプ種及び唯一の種は部分骨格から知られるヴァリボナヴェナトリクス・カニ（Vallibonavenatrix cani）のみである。同じく部分化石のみ発見され、同時期・付近に生息していたプロタスリティスとヴァリボナヴェナトリクスは同一種である可能性がある。

## 発見と命名
1980年代後半から1990年代前半にかけて、アマチュア化石収集家のフアン・カノ・フォルナーは、スペインカステリョン県にあるエルス・ポルツ自然公園の様々な場所で化石を採集していた。そのうちの一つ、バリボナ地域にあるサンタ・アゲダ地区では、中生代の脊椎動物の化石が多数発掘され、その中には恐竜の化石も含まれていた。フォルナーはこれらの化石をサント・マテウ地域のコレクションとして所持していたが、後の1994年にヘネラリタ・バレンシアーナが博物館学標本として認定した。2007年、スペインの古生物学者フェルナンド・ゴメス＝フェルナンデスらが、フォルナー所蔵の獣脚類の骨盤に関する予備記載を発表した。標本からはさらに、頸椎1個、胴椎6個、ほぼ完全な仙骨、neurapophyses片1個、尾椎4個、肋骨と肋骨の部分片10個、不完全な血道弓3個、ほぼ完全な左腸骨（主な腰骨）、右腸骨の腹側部分の断片、不完全な左右の坐骨（腰骨の下部と最後部）、恥骨の近位部に属すると解釈される断片が発見された。
2019年、エリザベーテ・マラファイアらは、部分骨格をホロタイプ標本としてスピノサウルス科の新属・新種であるヴァリボナヴェナトリクス・カニ（Vallibonavenatrix cani）を記載した。属名はバリボナの町を指し、ラテン語の接尾辞"-venatrix "（ヴェナトリクス）は "（女性の）狩人"を意味する。種小名は、ヴァリボナヴェナトリクスの化石の発見者であるカノ・フォルナーに献ぜられたものである。ヴァリボナヴェナトリクスは、イベリア半島から産出されたスピノサウルス科の中で最も完全な標本である。イベリア半島のスピノサウルス科には、ヴァリボナヴェナトリクスの他にプロタスリティス、カマリラサウルス、イベロスピナスがいる。

## 記載

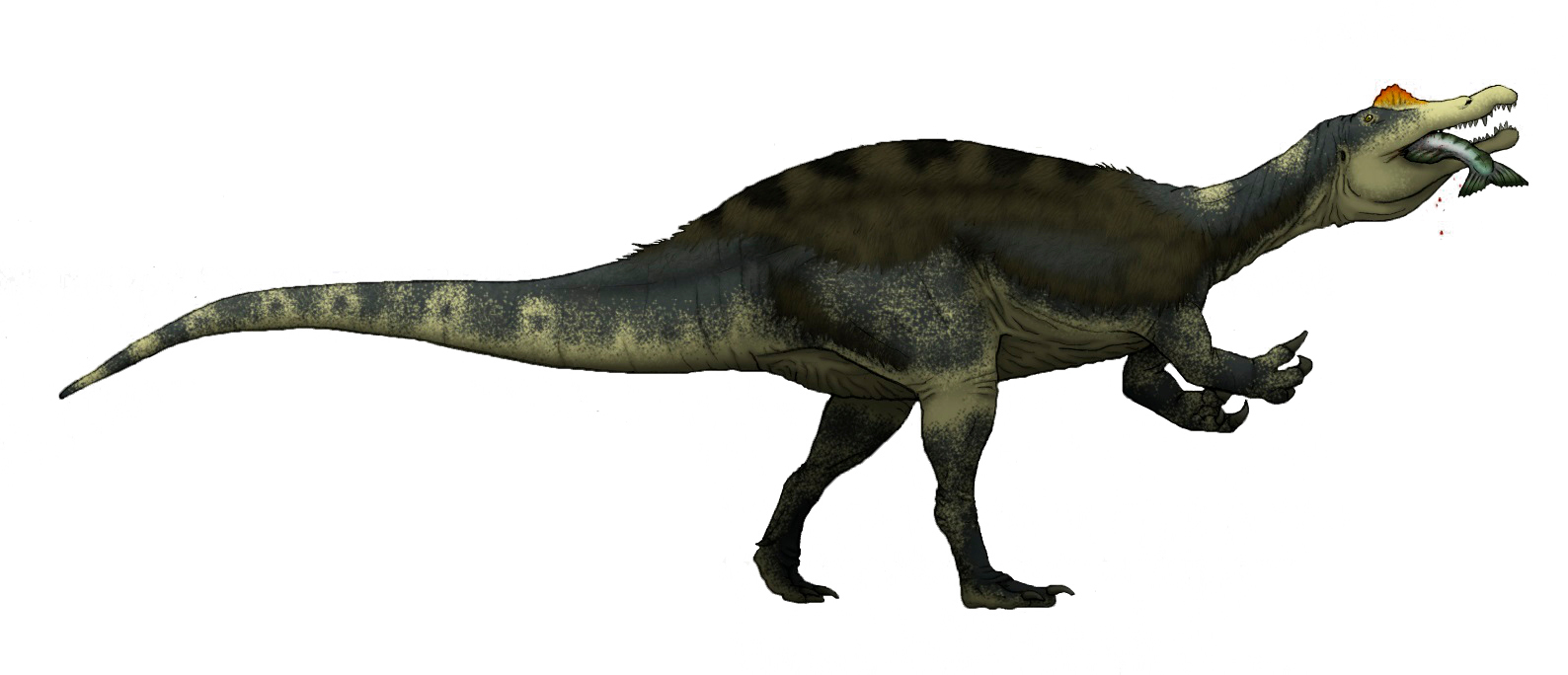
魚を食べるヴァリボナヴェナトリクスの想像図

ヴァリボナヴェナトリクスは中型の二足歩行捕食動物であった。胴椎の上方に突き出た神経棘は中程度の高さがあり、知られている神経棘の1本は扇状に下から上に広がった台形をしており、これはスピノサウルス科のイクティオヴェナトルに似ている。これら2属の神経棘の形態間の類似性は、他のスピノサウルス類に見られるように、ヴァリボナヴェナトリクスの背中に帆を形成する細長い神経棘が存在していたことを示しているのかもしれない。ヴァリボナヴェナトリクスの仙骨には深い胸骨窩（くぼみ）と骨格の含気性があった。骨盤の腸骨も非常に骨格の含気性が多く、内側に大きな空隙を持っていた。推定全長は約8メートルと考えられている。

## 分類

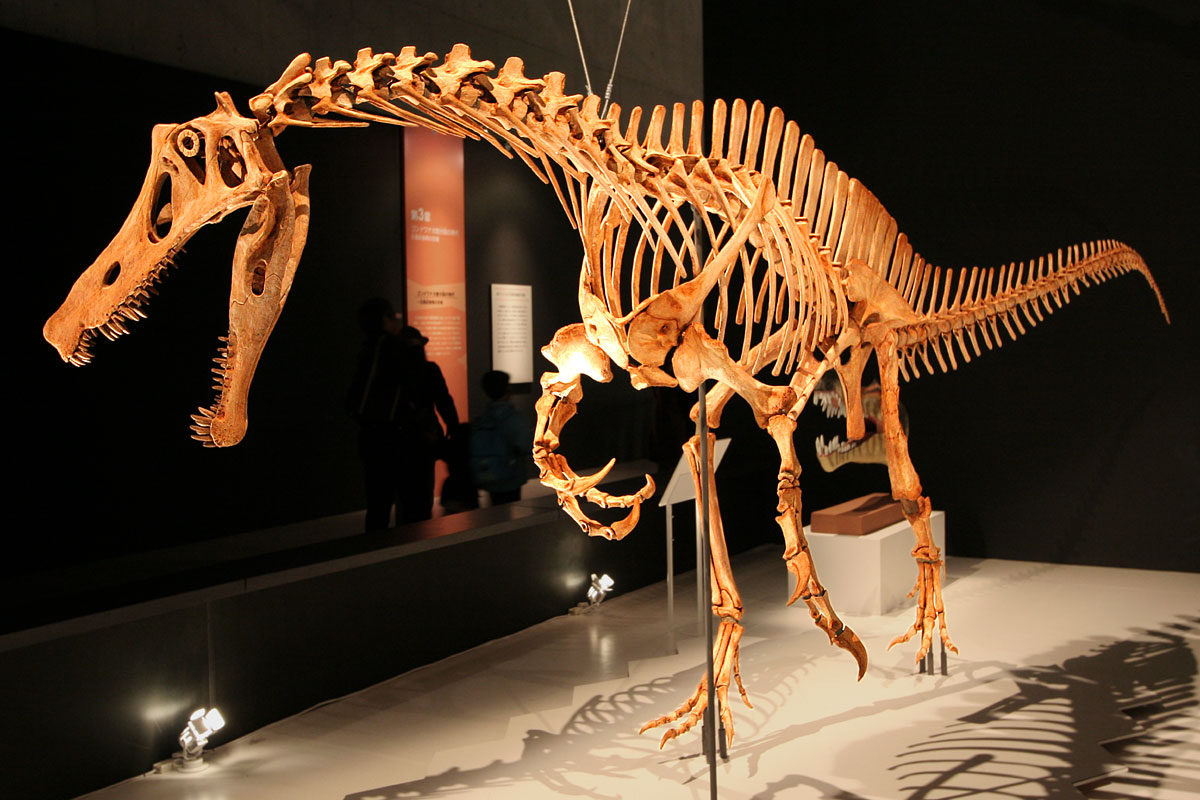
国立科学博物館所蔵のスピノサウルス亜科イリタトルの復元骨格

2019年、マラファイアとそのチームは、2つの亜科（スピノサウルス亜科とバリオニクス亜科）に分かれている大型のテタヌラ類恐竜であるスピノサウルス科に、ヴァリボナヴェナトリクスを分類した。ヴァリボナヴェナトリクスは、スペインとイングランドのバレミアン期に生息していたバリオニクスなどのヨーロッパのバリオニクス亜科に近いものの、南半球の超大陸であるゴンドワナ大陸に生息するスピノサウルスやイリタトル、アジアのイクティオヴェナトルなどのスピノサウルス亜科により近縁であることが判明した。そのためマラファイアらはこの属をスピノサウルス亜科に分類した。マラファイアらの分析結果は以下のクラドグラムに示されている：
|  | アンガトラマ                |
|  |                             |
|  | イクティオヴェナトル        |
|  |                             |
|  | スピノサウルス (MSNM V4047) |
|  |                             |
|  | スピノサウルス (holotype)   |
|  |                             |
|  | ヴァリボナヴェナトリクス    |
|  |                             |

|  | バリオニクス         |
|  |                      |
|  | シギルマッササウルス |
|  |                      |
|  | スコミムス           |
|  |                      |

|  | アンガトラマ                |
|  |                             |
|  | イクティオヴェナトル        |
|  |                             |
|  | スピノサウルス (MSNM V4047) |
|  |                             |
|  | スピノサウルス (holotype)   |
|  |                             |
|  | ヴァリボナヴェナトリクス    |
|  |                             |

|  | バリオニクス         |
|  |                      |
|  | シギルマッササウルス |
|  |                      |
|  | スコミムス           |
|  |                      |

しかし2021年、クリス・バーカーらは、彼らが行った分析の種類（最大節約法とベイズ法）により、ヴァリボナヴェナトリクスがスピノサウルス亜科でもバリオニクス亜科でもない最も基盤的（最も特殊化していない）スピノサウルス科であるか、またはバリオニクス亜科の一員であるかの2つのうちどちらかであるとした。また、バーカーらはその系統学的位置は未確定であると結論づけた。
バーカーらの結果と同様に、オクタヴィオ・マテウスとダリオ・エストラビス＝ロペスによる2022年の研究でも、ヴァリボナヴェナトリクスはスピノサウルス亜科であるとの結果は得られなかった。ただし、ある種の解剖学的特徴はバリオニクス亜科ではなくスピノサウルス亜科との親和性を示している可能性がある。

## 古環境
ヴァリボナヴェナトリクスは、前期白亜紀のバレミアン期、1億2940万年前から1億2500万年前とされるアルシリャス・デ・モレーリャ累層から産出した。ヴァリボナヴェナトリクスが生息していた当時の環境では、鳥盤類のイグアノドン・ベルニサルテンシスやモレラドン・ベルトラニ、未同定の竜脚類、スピノサウルス科のプロタスリティスなどの恐竜と共存していた。